# Darrell Rooney
Darrell Rooney (Ontario, 7 ottobre 1959) è un regista e animatore canadese della The Walt Disney Company, noto per aver diretto Il re leone II - Il regno di Simba (1998) e Mulan II (2004) ai DisneyToon Studios.

## Biografia
Ha iniziato alla Disney nel 1978 e ha lavorato come animatore di effetti visivi in Tron (1982).
Ha ricevuto una candidatura per un Annie Award nel 2001 per la regia di Lilli e il vagabondo II - Il cucciolo ribelle.